# Ullspira
Ullspira (Pedicularis dasyantha) är en snyltrotsväxtart som beskrevs av Hadac. Enligt Catalogue of Life ingår Ullspira i släktet spiror och familjen snyltrotsväxter, men enligt Dyntaxa är tillhörigheten istället släktet spiror och familjen snyltrotsväxter. Arten har ej påträffats i Sverige. Inga underarter finns listade i Catalogue of Life.

## Bildgalleri

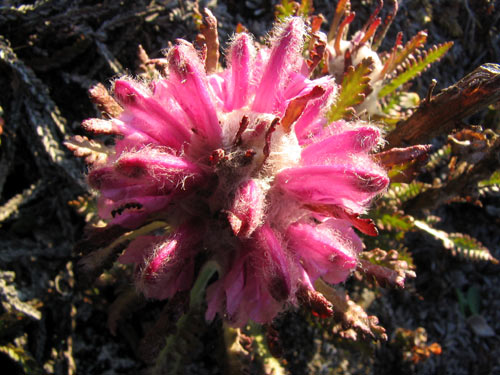